# Francis George Atkinson

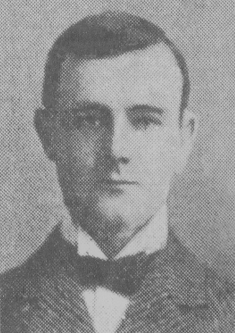
Francis G. Atkinson

Francis George Atkinson (* 1874, Jersey, Britische Kronbesitzungen; † 6. Dezember 1902 in Jesselton, Britisch-Nordborneo) war ein britischer Verwaltungsbeamter. Er war der erste District Officer von Jesselton.

## Leben
Atkinson wurde 1874 in England als Sohn des Pfarrers Rev. F.H. Atkinson in Jersey auf den Kanalinseln geboren. Seine Schulbildung erhielt er am Victoria College in Jersey. Danach verbrachte er einige Zeit in Australien, bevor er sich im März 1898 für den Dienst in Borneo bewarb. Schon im Januar 1901 wurde er zum District Officer von Jesselton ernannt. In seiner kurzen Amtszeit erlangte Atkinson große Beliebtheit unter der Bevölkerung und wurde unter dem Spitznamen West Coast Atky weithin bekannt.
In Atkinsons Amtszeit fiel die Schaffung des Sanitary Boards von Jesselton. Gemäß der Sanitary Board Proclamation XXII von 1901 sollte in allen größeren Städten von Nordborneo ein Sanitary Board gebildet werden, dessen Aufgabe die Verbesserung der Lebensumstände unter gesundheitlichen Aspekten war. Dazu gehörte neben dem Unterhalt der Beleuchtungs-, Fäkal- und Abwassersysteme, der Friedhöfe und des Marktplatzes auch die Organisation der Müllabfuhr und die Pflanzung von schattenspendenden Bäumen im Stadtgebiet. Jesselton war die erste Stadt, die 1902 ein solches Sanitary Board gründete; bestehend aus F.G. Atkinson (District Officer), Dr. Walter D. Perry (Amtsarzt), H.S. Bond (Armed Constabulary), T.R. Allen (Leiter des Bauamtes), A.W. Routledge (Assistant District Officer) sowie vier Vertretern der Bürgerschaft.
Nach nur eineinhalb Jahren Amtszeit starb Atkinson am 6. Dezember 1902 im Alter von 28 Jahren an Herzversagen als Folge von Malaria, damals auch als „Borneo-Fieber“ bekannt.

## Atkinson Clock Tower
Atkinsons Mutter Mary Edith Atkinson, die nach dem Tod ihres Sohnes sein Anwesen erbte, schenkte der Stadt Jesselton zum Andenken an ihren Sohn eine Uhr mit zwei Zifferblättern, die von der Stadt in einen Uhrturm aus tropischem Hartholz eingebaut wurde. Der Atkinson Clock Tower überdauerte zwei Weltkriege und ist heute eines der wenigen historischen Gebäude von Kota Kinabalu.